# Mancomunidad Integral de Trasierra-Tierras de Granadilla
La Mancomunidad Integral Trasierra-Tierras de Granadilla es una asociación de municipios del norte de la provincia de Cáceres, Extremadura (España). Fue fundada el 22 de abril de 1997. Su sede está en la plaza del Poblado del Embalse de Gabriel y Galán, en el término municipal de Guijo de Granadilla. Dispone de arquitectos municipales, trabajadores sociales y técnicos en dinamización.

## Límites

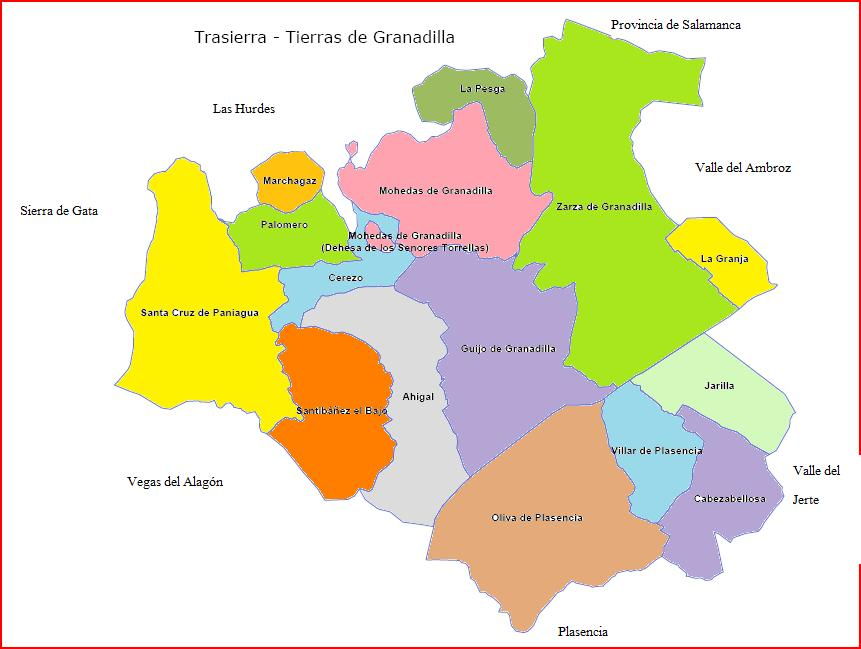
Mancomunidad Integral Trasierra-Tierras de Granadilla.

Esta mancomunidad de municipios limita al norte con Las Hurdes y la provincia de Salamanca, al este con las comarcas del Valle del Ambroz y Valle del Jerte, al sur con las Vegas del Alagón y Plasencia y al oeste con Sierra de Gata.

## Municipios
- Ahigal
- Cabezabellosa
- Cerezo
- La Granja
- Guijo de Granadilla
- Jarilla
- Marchagaz
- Mohedas de Granadilla
- Oliva de Plasencia
- Palomero
- La Pesga
- Santa Cruz de Paniagua con la pedanía (El Bronco)
- Santibáñez el Bajo
- Villar de Plasencia
- Zarza de Granadilla

## Demografía
La población total de la mancomunidad a 1 de enero de 2016 asciende a 9.049 personas.

## Objetivos
- Ejecutar obras que por razones de complejidad o dificultad técnica o económica necesiten un apoyo conjunto de los municipios.

- Establecer servicios comunes: lucha contra incendios, control de vertidos, protección al medioambiente y todos aquellos que eventualmente sirvan para mejorar la calidad de vida de los municipios.

- Promover y favorecer la instalación de industrias trasformadoras de los productos agropecuarios o de cualquier otro tipo. Mejorar los sistemas de comercialización.

- Fomentar y favorecer la actividad turística

- Conservar y proteger el patrimonio histórico, arquitectónico, cultural y paisajístico de la comarca.

- Impulsar actividades socioculturales y deportivas.

## Servicios
- Servicio de protección del medio ambiente
- Arquitecto urbanístico
- Área de Servicios Sociales
- Servicio de dinamización deportiva
- Servicio de información a los consumidores
- Prevención de riesgos laborales
- Servicio de dinamización turística
- Oficina de Igualdad y de Violencia de Género